# ThunderB
ThunderB — беспилотный летательный аппарат.
Дрон разработан израильской компанией BlueBird Aero Systems. Предназначен для ведения наблюдения, патрулирования, разведки и корректировки огневой поддержки. Запуск осуществляется с помощью пусковой катапульты, посадка — с помощью парашюта и подушки безопасности. Классическая компоновка с V-образным хвостовым оперением и толкающим винтом.
В марте 2016 года на испытаниях продержался в воздухе 25,5 часов.

## Лётно-технические характеристики
- Размах крыльев: 4 м
- Длина: 1,9 м
- Скорость: 60–130 км/ч
- Радиус действия: до 100–150 км
- Масса: 28 кг
- Полезная нагрузка: 3,5 кг
- Продолжительность: 16−24 ч
- Предельная высота полёта: 4870 км